# Fairfield, Derbyshire
Fairfield är en stadsdel i Buxton, i distriktet High Peak, i grevskapet Derbyshire, i England. Fairfield var en civil parish 1866–1974. Civil parish hade 7 979 invånare år 1951. Fairfield var ett distrikt 1894–1917 när blev den en del av Buxton.